# Aleja Warszawska w Tarnobrzegu
Aleja Warszawska w Tarnobrzegu – jedna z głównych ulic Tarnobrzega, będąca jednocześnie ciągiem drogi wojewódzkiej nr 723. Ulica łączy Tarnobrzeg z Sandomierzem (jej przedłużeniem w Sandomierzu jest ul. Lwowska). 